# Разлогов, Кирилл Эмильевич
Кири́лл Эми́льевич Разло́гов (6 мая 1946, Москва — 26 сентября 2021, Москва) — советский и российский киновед, культуролог, критик и телеведущий, журналист, педагог. Доктор искусствоведения (1984). Президент Гильдии киноведов и кинокритиков России (2015—2021). Заслуженный деятель искусств Российской Федерации (1996).
Директор Российского института культурологии (1989—2013). Автор и ведущий программы «Культ кино» на телеканале «Культура». Автор 14 книг и около 600 научных работ по истории искусства и кинематографа, различным проблемам культуры.

## Биография
Родился в семье болгарского дипломата Эмиля Николаевича Разлогова.
В 1963 году окончил среднюю школу, в 1969 году — отделение истории и теории искусства исторического факультета МГУ, в 1984 году — Академию внешней торговли. Дипломная работа «Огата Корин и его время» защищена под руководством Н. А. Виноградовой и В. В. Павлова.
В 1969 году был принят на работу в Госфильмофонд СССР научным сотрудником и поступил в аспирантуру Института истории искусств. В 1975 году в Ленинградском институте театра, музыки и кинематографа защитил диссертацию на соискание учёной степени кандидата искусствоведения по теме «Проблемы формирования выразительных средств игрового кино (1895—1917)». В 1984 году в Академии общественных наук при ЦК КПСС защитил диссертацию на соискание учёной степени доктора искусствоведения по теме «Кинопроцесс в современном буржуазном обществе. (Критический анализ взаимодействия киноискусства и политического и религиозного сознания)».
В 1972 году начал преподавательскую деятельность — курс лекций по истории зарубежного кино на Высших курсах сценаристов и режиссёров. В 1976—1977 годах работал в НИИ киноискусства. С 1977 по 1988 год был советником председателя Госкино СССР. В начале 1980-х годов вышли из печати его первые книги по теории и истории кино. С 1989 по 2013 год был директором Российского института культурологии. С 2013 года — ведущий научный сотрудник НИИ киноискусства и профессор ВГИКа.
С конца 1993 года выступал в качестве автора и ведущего научно-популярных телевизионных программ о киноискусстве. С 1999 года (с перерывом в 2006—2008 гг.) работал программным директором Московского международного кинофестиваля.
Начиная с 1990-х годов принимал участие в подготовке аналитических материалов по развитию культуры и искусства, в разработке законодательства о культуре, научных и общественных обсуждениях различных проблем в области культуры и искусства.
Был автором и ведущим телевизионных программ о кино:
- «Киномарафон» (1993—1995),
- «Век кино» (1994—1995),
- «От киноавангарда к видеоарту» (2001—2002),
- «Культ кино» (2001—2021).

С 2002 года являлся действительным членом Российской академии художественной критики.
Был членом международного редакционного совета журнала «Личность. Культура. Общество».
В 2009 году был председателем жюри Второго Санкт-Петербургского международного молодёжного кинофестиваля.
С 2016 по 2021 год был программным директором кинофестиваля «Евразийский мост».
Автор статей по истории и теории кино в Большой российской энциклопедии, среди них: В. Вендерс, К. Гейбл, С. Б. Де Милль, М. Дитрих, Т. Х. Инс, Киноискусство (в соавторстве с О. С. Лебедевой), Кинофестиваль, Клип, Б. Ланкастер.
Скончался в Москве 26 сентября 2021 года от сердечной недостаточности. Прощание прошло 30 сентября в Центральном доме кинематографистов. Прах захоронен 14 января 2022 года в колумбарии на Ваганьковском кладбище.

### Семья
- Дед (по отцовской линии) — болгарский революционер Николай Разлогов (1885—1975).
- Дед (по материнской линии) — советский дипломат Александр Бекзадян (1879—1938).
- Бабушка (по материнской линии) — Александра Благовещенская[19].
- Сёстры:

- Елена Разлогова (род. 11.02.1948) — ведущий научный сотрудник, доктор филологических наук, преподаёт на филологическом факультете МГУ;
- Наталия Разлогова (род. 20.10.1956) — киновед, гражданская жена Виктора Цоя, жена журналиста Евгения Додолева.

- Жена — Инна Олеговна Разлогова
- Дочери:

- Елена Кирилловна Разлогова (род. 09.08.1972) — учёный, ассоциированный профессор Университета Конкордия в г. Монреаль (Канада);
- Анастасия Кирилловна Разлогова (род. 12.01.1980) — киновед, кинопродюсер;
- Мария Кирилловна Разлогова (род. 26.12.1985) — журналист, сотрудник МЧС России.

## Награды
Российские
- Почётное звание «Заслуженный деятель искусств Российской Федерации» (12 сентября 1996 года) — за заслуги в области искусства[24].
- Орден Дружбы (26 июля 2006 года) — за заслуги в области культуры и искусства, многолетнюю плодотворную работу[25].
- Премия Правительства Российской Федерации в области образования (24 сентября 2021 года) — за научно практическую разработку «Разработка, апробация и диссеминация инновационной модели включения экранных искусств в образовательные процессы» (вместе с Каптеревым С. К., Кочеляевой Н. А., Малышевым А. В.)[26].
- Награда «За вклад в развитие регионального кинематографа» (28 июня 2023 года, посмертно)[27].

Иностранные
- Орден Искусств и литературы степени кавалера (Франция, 2012 год)[28][29].
- Золотая медаль министерства культуры Республики Армения[арм.] (Армения, 2016 год)[30].